# Floydale
Floydale es un área no incorporada ubicada del condado de Dillon en el estado estadounidense de Carolina del Sur. Cerca de Floydale está la Diversified Communications Tower, un mástil venteado que es una de las construcciones más altas del mundo.